# Hulared
Hulared är kyrkbyn i Hulareds socken och en småort  i Tranemo kommun, Sjuhäradsbygden i södra Västergötland.
Hulareds kyrka ligger här.